# Citroën Basalt
O Citroën Basalt é um SUV crossover subcompacto desenvolvido para mercados emergentes como Índia e América do Sul.
O design foi antecipado pelo carro-conceito "Basalt Vision", apresentado em março de 2024. O modelo de produção foi revelado em 2 de agosto de 2024, com imagens publicadas no início de julho.

## Mercados

### Índia
O Basalt foi lançado na Índia em 30 de agosto de 2024, em três versões: You, Plus e Max. Duas opções de motor estão disponíveis: um motor a gasolina de 1,2 litro e um motor a gasolina turbo de 1,2 litro.

### Brasil
O Basalt foi lançado no Brasil em 2 de outubro de 2024, em três versões: Feel, Shine e First Edition. Duas opções de motor estão disponíveis: um motor a gasolina de 1.0 litro e um motor a gasolina de 1.0 turbo.